# Guaracha
La guaracha es un género de música y baile que se originó en Cuba, de tempo rápido y letra cómica o picaresca. La palabra se había utilizado en este sentido al menos desde finales del siglo XVIII y principios del XIX. Las guarachas se tocaban y cantaban en teatros musicales y en salones de baile de clase baja. Se convirtieron en una parte integral del teatro cómico bufo a mediados del siglo XIX. Durante finales del siglo XIX y principios del XX, la guaracha era una forma musical favorita en los burdeles de La Habana. La guaracha sobrevive hoy en los repertorios de algunos músicos de trova, conjuntos y grandes orquestas al estilo cubano.
El acompañamiento de la guaracha se realizaba con guitarra y tres, siendo asumida por los tradicionales trovadores cubanos que interpretaban canciones y boleros. La guaracha adopta un aire más movido y un ritmo que recurre al tradicional ritmo de tango. De esta forma la Guaracha quedaba como expresión picaresca o satírica y la canción, en el foco contrario, como expresión lírica, pero en definitiva puede definirse como canción. Lo que significa que no posee un ritmo propio y sigue las pautas del viejo ritmo de tango. Guaracha moderna posee un desarrollo inicial de un tema para luego entrar en la fórmula tradicional de coro con inspiraciones. Esta evolución de la forma, que también se dio en el son cubano, la acercaba a la canción cubana.

## Utilización histórica del término guaracha
Aunque históricamente el término posee un origen español, su utilización dentro del contexto de este artículo pertenece estrictamente al ámbito de la música cubana. A continuación mencionamos algunas referencias al respecto: Una sección del villancico latinoamericano de mediados del siglo XVII “Convidando está la noche” es una guaracha, e inclusive se menciona en él la palabra “guaracha”. Fue compuesto por Juan García de Céspedes (1620-1678) en Puebla, México. Esta es una característica guaracha española, un estilo musical que era popular en las colonias del Caribe. Su texto dice: “Alegres cuando festivas, unas hermosas zagalas, con novedad entonaron, juguetes por la guaracha. ¡En la guaracha, ay! le festinemos, ay! mientras el niño, ay! se rinde al sueño, ¡ay! ¡Toquen y bailen, ay! porque tenemos, ay! fuego en la nieve, ay! nieve en el fuego, ¡ay!”
La Gazeta de Barcelona publicó un número de anuncios relacionados con la música, donde se menciona el término guaracha. La mención más antigua en esta fuente es en el # 64, el cual data del 11 de agosto de 1789, donde existe un anuncio que dice: "...otra del Sr. Brito, Portugués: el fandango, la guaracha y seis contradanzas, todo en cifra para guitarra...". Otro anuncio posterior, el # 83, del 15 de octubre de 1798, hace referencia a una “…guaracha intitulada “Tarántula”…”.
Todos estos comentarios se refieren a la música de la guaracha, pero no está claro si en todos los casos ésta es de un mismo tipo o no. El uso del término guaracha es bastante amplio, implicando en ocasiones el acto de “pasar un buen rato”. Otras acepciones del término incluyen las de “bromear” o “divertirse” (guarachear). Otras definiciones dadas son:
- "Báile de la gentualla casi en desuso".[8] Leal comenta sobre esto lo siguiente: "Los bailes de la gentualla eran también conocidos como bailes de cuna, donde se juntaban personas de diversas razas. La guaracha empleaba la estructura de solista y coro, es decir, que los versos eran distribuidos entre el solista y el coro, se improvisaba, y se hacían referencias a sucesos cotidianos, salpicados de ingeniosas agudezas.”[9]

- "Una canción popular que se canta a coro... Música u orquesta pobre, compuesta de acordeón o guitarra, güiro, maracas, etc".[10]

## Historia

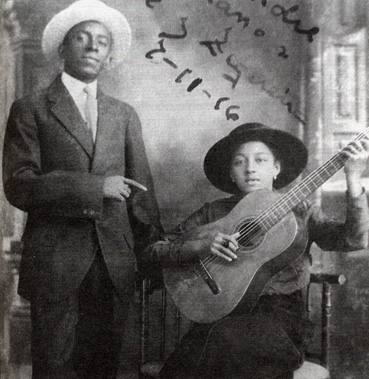
Rafael Zequeira y María Teresa Vera

Los orígenes de la guaracha se remontan a España, donde era un baile zapateado que se bailaba por una sola persona en el teatro bufo: Teatro popular que utiliza la imaginería social para denunciar los abusos. Los personajes principales eran "el negrito", "el gallego" y "la mulata", donde actores blancos se pintaban la piel de negro. Aunque no tenían la misma tonada rítmica que las que conocemos desde el siglo XX, la guaracha se escuchaba ya en La Habana desde abril de 1583, cuando Torrequemada y el Gobernador Gabriel de Luján competían por el poder político, mientras que los guitarristas en las calles y las plazas públicas les cantaban expresando su crítica a la situación vigente con un estribillo que decía: “Que Dios te perdone, Gobernador.”  
Según Esteban Pichardo en su Diccionario provincial casi razonado de voces y frases cubanas, el término guaracha ha sido utilizado (con el propósito de denominar una canción bailable de origen cubano) desde finales del siglo XVIII y principios del XIX. Según el musicólogo cubano Argeliers León la Guaracha surgió como “un visaje que todos quieren bailar”. Pero la guaracha era ya una baile desenfadado y humorístico en Cádiz.

## La guaracha en distintos países

### La guaracha cubana
El 20 de enero de 1801, Buenaventura Pascual Ferrer publicó un comentario en el periódico “El Regañón de La Habana”, en el cual se refería a ciertos cantos que “corren por ahí en boca del vulgo”. Alejo Carpentier menciona en su libro La música en Cuba, citando a Buenaventura Pascual Ferrer, que a principios del siglo XIX se daban en La Habana hasta cincuenta bailes diarios, donde se tocaba y cantaba la famosa guaracha, junto a otras danzas de moda. Entre esos cantos él mencionaba una guaracha llamada “La Guabina”, de la cual decía: “en la boca de los que cantan sabe a cuantas cosas puercas, indecentes y majaderas se pueda pensar…” Más tarde aparece publicada “La Guabina”, entre las primeras partituras impresas en La Habana durante el siglo XIX.
De estos comentarios podemos inferir que aquellas canciones se encontraban ya muy de moda entre la población habanera de esa época , ya que en el artículo mencionado anteriormente dice el comentarista: “…pero sobre todo, lo que me ha incomodado más ha sido la libertad con que se entonan por esas calles y en muchas casas una porción de cantares donde se ultraja la inocencia, se ofende la moral… por muchos individuos no sólo de la más baja extracción, sino también por algunos en quienes se debería suponer una buena crianza…” Es decir, que aquellas guarachas eran ya cantadas por los más diversos sectores de la población habanera.
En 1830 se publican “La Mulata rosa”, “Dame tu amor”, “Los rumberos”, “Tu sola”, “La luna” y “Tu eres flor” de Ignacio Cervantes, que cobran popularidad en todo el Caribe. Estos temas vienen a recoger la sátira del momento y es dirigida, casi siempre a personajes populares o a costumbres, siendo una canción picaresca o satírica y un baile de moda en las Casas de Cuna.
A comienzos del siglo XX, empezó a ser tocada y cantada junto a otros géneros, y desde entonces hasta nuestros días, no ha dejado de aparecer en el flujo creativo de importantes compositores como Osvaldo Farrés, cuyo volumen de boleros es increíble, pero que también escribió piezas de ese tipo ("Mis cinco hijos", "Un caramelo para Margot"). A finales de la década de los años treinta de nuestro siglo la guaracha se fusiona con el son, hecho notable en las guarachas de Benito Antonio Fernández “Ñico Saquito” y se establece una vinculación con la rumba, visible en las guarachas de Bienvenido Julián Gutiérrez según informa Helio Orovio. 
A mediados del siglo XX el género fue adoptado por los conjuntos y grandes bandas. Los primeros trovadores, como Manuel Corona (quien trabajó en un área de burdeles en La Habana), compusieron y cantaron guarachas para equilibrar los más lentos boleros y canciones. Ñico Saquito fue principalmente un compositor y cantante de guarachas. El contenido satírico de sus textos también concordaba con los del son, y muchas agrupaciones tocaban ambos géneros. 
Los músicos que dominan la guaracha e improvisan son llamados “guaracheros” o “guaracheras”. La famosa Celia Cruz es un perfecto ejemplo, aunque ella, como Miguelito Valdés y Benny Moré, cantó todos los géneros en boga de la música cubana. Orlando Cascarita Guerra se sentía mucho menos confortable con los boleros que con los números rápidos. 
Entre otros compositores que han compuesto guarachas se encuentra el norteamericano Morton Gould. Esa pieza se encuentra en el tercer movimiento de su Sinfonieta Latinoamericana No. 4. Más recientemente, en los años 1980, Pedro Luis Ferrer y Alejandro Virulo García Villalón se dedicaron fundamentalmente a revitalizar y modernizar el género. También, a inicios del 2000 una nueva voz femenina se alzó en la guaracha, Osdalgia Lesmes.
Se destaca también a Pedro Luis Ferrer, a finales del siglo XX y principios del siglo XXI, autor de "La glotona", "Cómo me gusta hablar español" y "Mario Agüé".

### La guaracha en Puerto Rico
Durante el siglo XIX llegaron a Puerto Rico muchas compañías de teatro bufo procedentes de Cuba, las cuales trajeron consigo la guaracha. Posteriormente la guaracha fue adoptada en Puerto Rico y llegó a formar parte de las costumbres puertorriqueñas, tales como los Rosarios Cantaos, el Baquiné, la música navideña y los cantos infantiles.
La guaracha es un estilo de canción bailable, y también se considera música de parranda navideña, así como de música popular de concierto. Varios géneros modernos, como la rumba y la salsa fueron influidos por la guaracha. Este género ha sido cultivado durante el siglo XX en Puerto Rico por músicos como Rafael Hernández, Pedro Flores, Bobby Capó, Tite Curet, Rafael Cortijo, Ismael Rivera, Francisco Alvarado, Luigi Teixidor, y la agrupación musical El Gran Combo. 
Algunas famosas guarachas son: «Hermoso bouquet», «Pueblo latino», «Borracho no vale», «Compay póngase duro», «Mujer trigueña», «Marinerito» y «Piel Canela».

### La guaracha en Chile
La guaracha es un género muy arraigado en la zona del campesinado chileno de la zona sur del país, aunque para algunos no es folclore. Ésta danza proveniente de Cuba de mediados del siglo XIX, llega a Chile en los años 1940, mutando de manera natural hasta popularizarse recién en los años 70.
Los cantautores de guaracha chilena son: El Clavel, René Inostroza y El Monteaguilino con su gran éxito, Caballito de metal.

### Guaracha en Colombia
Aníbal Velásquez Hurtado tocó vallenato y otros géneros, y también un ritmo de música de acordeón llamado guaracha colombiana, más emparentado con ritmos cubanos que con el vallenato aunque utilizara acordeón. Con su hermano José, inventaron la guaracha con acordeón al inicio de los años 1960.

### La guaracha en Argentina
La guaracha santiagueña es un ritmo popular en toda la  Provincia de Santiago del Estero, que nada tiene que ver con el ritmo cubano. Su nacimiento se remonta a la provincia de Santiago del Estero de la fusión de la chacarera y el chamamé, aunque con el tiempo se fue añadiendo percusión y matices relacionados con el cuarteto y la cumbia. Esta confluencia de acordes, voces y percusión uno de sus grandes referentes fue el cantante santiagueño Koli Arce:  inició una carrera artística que lo llevó a formar parte de conjuntos como "Los pescadores de Colombia" y "El Quinteto Imperial", que fue el lanzamiento al estrellato. Vendió más de 12 millones de discos, realizó más de 20 mil actuaciones y obtuvo 25 discos de Oro y 14 de Platino.

## La guaracha como danza
Existe poca evidencia sobre la naturaleza del estilo de danza que acompañaba a la guaracha originalmente en Cuba. Algunos grabados del siglo XIX sugieren que ésta era una danza de parejas separadas, es decir, no una danza de grupos como la contradanza. El prototipo de la danza de parejas independientes fue el vals. La primera danza criolla de la cual se sabe con certeza que se bailaba en parejas independientes es el danzón. Si la guaracha fue un ejemplo precedente, sería muy interesante desde el punto de vista de la historia de la danza cubana.

## La guaracha en el teatro bufo
Durante el siglo XIX, el teatro bufo, con su robusto humor, sus personajes criollos y sus guarachas, jugó un importante papel en el movimiento de emancipación de los esclavos y la independencia de Cuba. Mediante el teatro bufo, se criticó a las autoridades gubernamentales, se satirizó a ciertas figuras públicas y se exaltó la imagen heroica de los revolucionarios. La sátira y el humor son frecuentemente importantes armas en las manos de las personas subyugadas.
En 1869, en el “Teatro Villanueva” de La Habana una obra antiespañola se estaba presentando, cuando súbitamente algunos soldados “voluntarios” españoles atacaron el teatro, matando a cerca de diez personas. La Guerra de los Diez Años, donde el patriota Carlos Manuel de Céspedes liberó a sus esclavos y declaró la independencia de Cuba, había comenzado el año anterior. Los sentimientos nacionalistas del pueblo estaban exaltados, y el gobierno colonial y la oligarquía española reaccionaban a estos sucesos. No era la primera ni la última vez que la política y la música se encontraban estrechamente relacionadas, ya que los músicos se habían integrado a la lucha desde antes del siglo XIX. El teatro bufo se mantuvo clausurado durante varios años después de este trágico evento.
En el teatro bufo, la guaracha podía ser ejecutada en diversas ocasiones indicadas por el autor. Los “guaracheros” se incorporaban a la escena vestidos con camisas de colores vivos, pantalones blancos, botines y pañuelos en el cuello y la cabeza. Las mujeres vestían largas batas blancas con vuelos, y el grupo interpretaba la guaracha. En general, la guaracha incluía un diálogo entre la “tiple o soprano”, el “tenor’ y el coro. El período de más esplendor de la guaracha escenificada ocurrió en el teatro Alhambra de La Habana, durante la primera mitad del siglo XX, cuando compositores de la talla de Jorge Anckermann, José Marín Varona y Manuel Mauri crearon exitosos números musicales para famosos actores cantantes como Adolfo Colombo. Muchos de los más importantes miembros de la trova compusieron guarachas, como Pepe Sánchez, Sindo Garay, Manuel Corona, y más tarde Ñico Saquito.

## Textos de la guaracha
El periódico habanero Diario de La Marina publicaba en 1868: “Los actores del teatro bufo, pensamos, dominan un amplio repertorio de sabrosas guarachas, con las cuales deleitan al público aún mejor que con las canciones italianas.” Sus textos abundan en frases de la jerga popular, y hacen frecuente referencia a sucesos y personas conocidas. Rítmicamente, la guaracha exhibe una serie de combinaciones rítmicas, como 6/8 y 2/4.
Alejo Carpentier cita el texto de una guaracha que ilustra este estilo:
Mi marido se murió,
Dios en el cielo lo tiene
y que lo tenga tan tenido
que acá jamás nunca vuelva.
------
No hay mulata más hermosa.
más pilla y más sandunguera,
ni que tenga en la cadera
más azúcar que mi Rosa.